# Африканский шестижаберный скат
Африканский шестижаберный скат (лат. Hexatrygon bickelli) — вид хрящевых рыб из отряда хвостоколообразных, единственный современный представитель рода и семейства шестижаберных скатов (Hexatrygon и Hexatrygonidae соответственно). Хотя исторически были описаны несколько видов, принадлежащих к этому роду, эти описания относятся к одному широкораспространённому виду. В 1980 году был описан скат с дряблым массивным телом, имевший в отличие от прочих скатов не 5, а 6 пар жаберных щелей. Максимальная зарегистрированная длина 1,7 м. Грудные плавники этих шестижаберных скатов образуют округлый диск, рыло длинное, гибкое, треугольной формы и заполнено желеобразной субстанцией. Окраска верхней части диска коричневатого цвета, низ белый. Кожа лишена чешуи.
Эти донные рыбы встречаются в верхней части материкового склона и вокруг подводных гор на глубине от 500 до 1120 м. Они обитают в Индо-Тихоокеанской области от ЮАР до Гавайских островов. Вероятно, с помощью рыла Hexatrygon bickelli ищут добычу в толще осадков. Их челюсти способны сильно выдаваться вперёд, позволяя поймать зарывшуюся в грунт жертву. Эти скаты размножаются живорождением, в помёте от 2 до 5 новорожденных. Не представляют интереса для коммерческого рыболовства.

## Таксономия
Первой известной особью нового вида была неповреждённая самка, имевшая 64 см в поперечника, которую обнаружили на берегу неподалёку от Порт-Элизабет. В 1980 году новый вид был описан и отнесён к собственному семейству. Название семейства и рода происходит от слов др.-греч. έξι — «шесть» и др.-греч. τρίγωνον — «трёхсторонний», «треугольник». Тригонами в древности называли скатов-хвостоколов. Вид назван в честь Дэйва Бикелла, журналиста, который обнаружил первую особь.
Следом за Hexatrygon bickelli на основании морфологических различий были описаны ещё 4 вида шестижаберных скатов. Однако обоснованность выделения их в отдельные виды была поставлена под вопрос дальнейшими сравнительными исследованиями, в ходе которых было обнаружено, что такие черты, пропорции тела и количество зубов могут существенно отличаться как в зависимости от возраста, так и индивидуально. В итоге таксономисты предварительно пришли к выводу, что в настоящее время существует один единственный вид шестижаберных скатов, хотя, чтобы доподлинно выяснить, так ли это, необходим генетический анализ. Филогенетические исследования на основании морфологических и генетических данных обоюдно выявили, что шестижаберные скаты являются наиболее базальным членом линейки скатов Myliobatiformes. Вымерший вид Hexatrygon senegasi жил в эпоху эоцена (49—37 млн лет назад). 

## Ареал
Hexatrygon bickelli обитают в западной части Тихого океана от Японии и Южно-Китайского моря до Австралии, и в Индийском океане от побережья ЮАР до юго-запада Индии, у берегов нескольких островов Индонезии и в водах Западной Австралии. Они встречаются на материковом склоне и у подводных гор на глубинах от 350 до 1120 м.

## Описание
Максимальная длина тела самцов 143 см, а самок — 117 см, по другим данным максимальная зарегистрированная длина составляет 168 см.
Тело дряблое, массивное, грудные плавники образуют округлый диск, длина которого превышает ширину, с возрастом эти пропорции возрастают. Рыло удлинённое, треугольной формы, уплощённое в дорсовентральном направлении, прозрачное, заполнено внутри желатинообразной массой. У взрослых особей рыло намного длиннее, чем у неполовозрелых и составляет до 2/5 от общей длины тела. На воздухе рыло мёртвых особей может существенно съёжиться. Крошечные глаза широко расставлены и находятся на верхней стороне головы. Далеко за глазами расположены большие брызгальца, которые закрываются наружными складчатыми клапанами. Ноздри также широко разнесены друг от друга, между ними имеется пара коротких и мясистых складок, которые, соединяясь в середине, образуют кожаную «шторку». Широкий рот почти не изогнут, во рту имеются 44—102 мелких притуплённых зубов, образующих в шахматном порядке «тёрку». У взрослых особей зубов больше.  
На нижней стороне диска по шесть жаберных щелей с каждой стороны. Жаберных дуг также шесть. Вероятно этот признак возник вторично и не представляет собой сохранившиеся примитивные черты строения, как у плащеносных и многожаберных акул. Была поймана особь у которой на левой половине диска оказалось 6 пар жаберных щелей, а на правой — семь. Брюшные плавники широкие и закруглённые.
Длина довольно толстого хвоста составляет 0,5—0,7 от длины диска. На дорсальной поверхности хвоста на удалении от основания расположены один или два зазубренных шипа. На конце хвоста имеется длинный хвостовой плавник в форме листа, верхняя и нижняя лопасти которого почти симметричны. Нежная кожа лишена чешуи. 
У живых особей спинная поверхность багряно-коричневая, после фиксации становится тёмно-коричневой. Брюшная сторона белая с тёмными краями на диске и у основания брюшных плавников. Нижняя сторона хвостового стебля тёмная.

## Биология
Длинное рыло Hexatrygon bickelli хорошо гнётся как по горизонтали, так и по вертикали, вероятно с его помощью скаты ищут добычу в грунте. Нижняя поверхность рыла покрыта многочисленными ампулами Лоренцини, выстроенными продольными рядами, которые способны уловить крошечные электрические импульсы, испускаемые другими организмами. Рот способен сильно выдвигаться вниз, выходя за пределы головы и позволяя скатам вытаскивать зарывшуюся добычу. Челюсти минерализованы слабо, поэтому Hexatrygon bickelli не охотятся на животных с твердым панцирем или раковиной.  Есть данные, что на этих скатов могут нападать бразильские светящиеся акулы. Hexatrygon bickelli размножаются живорождением, в помёте от 2 до 5 новорожденных длиной около 48 см. Самцы и самки достигают половой зрелости при длине 1,1 м.

## Взаимодействие с человеком
Hexatrygon bickelli не представляют интереса для коммерческого промысла. В водах Тайваня они изредка попадаются в качестве прилова при глубоководном лове. Международный союз охраны природы присвоил этому виду статус сохранности «Вызывающий наименьшие опасения». 